# Egyiptom a 2008. évi nyári olimpiai játékokon
Egyiptom a kínai Pekingben megrendezett 2008. évi nyári olimpiai játékok egyik részt vevő nemzete volt. Az országot az olimpián 19 sportágban 100 sportoló képviselte, akik összesen 1 érmet szereztek.

## Érmesek
| Érem  | Versenyző     | Sportág   | Versenyszám     |
| ----- | ------------- | --------- | --------------- |
| Bronz | Hesám Miszbáh | Cselgáncs | Férfi középsúly |

## Asztalitenisz
Férfi
| Versenyző            | Versenyszám | Selejtező                                                     | 64-es főtábla                                                 | 48-as főtábla     | 32-es főtábla     | Nyolcaddöntő      | Negyeddöntő       | Elődöntő          | Döntő             | Helyezés |
| Versenyző            | Versenyszám | Ellenfél Eredmény                                             | Ellenfél Eredmény                                             | Ellenfél Eredmény | Ellenfél Eredmény | Ellenfél Eredmény | Ellenfél Eredmény | Ellenfél Eredmény | Ellenfél Eredmény | Helyezés |
| -------------------- | ----------- | ------------------------------------------------------------- | ------------------------------------------------------------- | ----------------- | ----------------- | ----------------- | ----------------- | ----------------- | ----------------- | -------- |
| Ahmed Ali Száleh     | Egyes       | Kyle Davis (AUS) · 11-7, 11-6, 10-12, 11-7, 11-8              | Damien Éloi (FRA) · 11-7, 16-14, 8-11, 11-8, 7-11, 8-11, 6-11 | kiesett           | kiesett           | kiesett           | kiesett           | kiesett           | kiesett           | 49.      |
| Esz-Szajjed Lásín    | Egyes       | Pablo Tabachnik (ARG) · 11-4, 9-11, 11-13, 11-4, 13-11, 17-15 | Marcos Freitas (POR) · 12-10, 4-11, 8-11, 8-11, 6-11          | kiesett           | kiesett           | kiesett           | kiesett           | kiesett           | kiesett           | 49.      |
| Ádel Maszaad Ibráhím | Egyes       | Alfredo Carneros (ESP) · 9-11, 10-12, 8-11, 11-9, 11-8, 8-11  | kiesett                                                       | kiesett           | kiesett           | kiesett           | kiesett           | kiesett           | kiesett           | 65.      |

Női
| Versenyző         | Versenyszám | Selejtező                                             | 64-es főtábla     | 48-as főtábla     | 32-es főtábla     | Nyolcaddöntő      | Negyeddöntő       | Elődöntő          | Döntő             | Helyezés |
| Versenyző         | Versenyszám | Ellenfél Eredmény                                     | Ellenfél Eredmény | Ellenfél Eredmény | Ellenfél Eredmény | Ellenfél Eredmény | Ellenfél Eredmény | Ellenfél Eredmény | Ellenfél Eredmény | Helyezés |
| ----------------- | ----------- | ----------------------------------------------------- | ----------------- | ----------------- | ----------------- | ----------------- | ----------------- | ----------------- | ----------------- | -------- |
| Sajmá Abd el-Azíz | Egyes       | Pan Li-Chun (TPE) · 4-11, 4-11, 2-11, 1-11            | kiesett           | kiesett           | kiesett           | kiesett           | kiesett           | kiesett           | kiesett           | 64.      |
| Noha Joszri       | Egyes       | Tetyana Szorocsinszka (UKR) · 5-11, 4-11, 10-12, 7-11 | kiesett           | kiesett           | kiesett           | kiesett           | kiesett           | kiesett           | kiesett           | 64.      |

## Atlétika
Férfi
| Versenyző | Versenyszám | Előfutam | Előfutam | Előfutam | Negyeddöntő | Negyeddöntő | Negyeddöntő | Elődöntő | Elődöntő | Elődöntő | Döntő   | Döntő    |
| Versenyző | Versenyszám | Idő      | Hely.    | Össz.    | Idő         | Hely.       | Össz.       | Idő      | Hely.    | Össz.    | Idő     | Helyezés |
| --------- | ----------- | -------- | -------- | -------- | ----------- | ----------- | ----------- | -------- | -------- | -------- | ------- | -------- |
| Amr Szeúd | 200 m       | 20,75    | 5.       | 20.      | 20,55       | 6.          | 17.         | kiesett  | kiesett  | kiesett  | kiesett | kiesett  |

| Versenyző      | Versenyszám   | Selejtező                | Selejtező                | Döntő    | Döntő    |
| Versenyző      | Versenyszám   | Eredmény                 | Helyezés                 | Eredmény | Helyezés |
| -------------- | ------------- | ------------------------ | ------------------------ | -------- | -------- |
| Jászer Farag   | Súlylökés     | 18,42 m                  | 37.                      | kiesett  | kiesett  |
| Omar el-Gazáli | Diszkoszvetés | 60,24 m                  | 23.                      | kiesett  | kiesett  |
| Mohszen Anáni  | Kalapácsvetés | érvényes kísérlet nélkül | érvényes kísérlet nélkül | kiesett  | kiesett  |

## Birkózás

### Férfi
Kötöttfogású
| Versenyző           | Versenyszám | Selejtező                             | Nyolcaddöntő                      | Negyeddöntő       | Elődöntő          | Vigaszág első kör | Vigaszág elődöntő                  | Bronz- mérkőzés   | Döntő             | Helyezés |
| Versenyző           | Versenyszám | Ellenfél Eredmény                     | Ellenfél Eredmény                 | Ellenfél Eredmény | Ellenfél Eredmény | Ellenfél Eredmény | Ellenfél Eredmény                  | Ellenfél Eredmény | Ellenfél Eredmény | Helyezés |
| ------------------- | ----------- | ------------------------------------- | --------------------------------- | ----------------- | ----------------- | ----------------- | ---------------------------------- | ----------------- | ----------------- | -------- |
| Mosztafa Mohammed   | 55 kg       |                                       | Rövşən Bayramov (AZE) · 0-4, 0-8  |                   |                   |                   | Yagnier Hernández (CUB) · 0-6, 1-3 | kiesett           |                   | 16.      |
| Asraf el-Garábli    | 60 kg       | Eusebiu Diaconu (ROU) · 1-1, 1-1, 1-1 | kiesett                           | kiesett           | kiesett           |                   |                                    |                   |                   | 14.      |
| Karam Gáber Ibráhím | 96 kg       |                                       | Elis Guri (ALB) · 4-2, 1-2, 1-1   | kiesett           | kiesett           |                   |                                    |                   |                   | 13.      |
| Jászer Szakr        | 120 kg      |                                       | Jurij Patrikejev (ARM) · 1-5, 0-7 | kiesett           | kiesett           |                   |                                    |                   |                   | 19.      |

Szabadfogású
| Versenyző     | Versenyszám | Selejtező         | Nyolcaddöntő                      | Negyeddöntő       | Elődöntő          | Vigaszág első kör | Vigaszág elődöntő | Bronz- mérkőzés   | Döntő             | Helyezés |
| Versenyző     | Versenyszám | Ellenfél Eredmény | Ellenfél Eredmény                 | Ellenfél Eredmény | Ellenfél Eredmény | Ellenfél Eredmény | Ellenfél Eredmény | Ellenfél Eredmény | Ellenfél Eredmény | Helyezés |
| ------------- | ----------- | ----------------- | --------------------------------- | ----------------- | ----------------- | ----------------- | ----------------- | ----------------- | ----------------- | -------- |
| Haszan Madani | 60 kg       |                   | Szejed Mohammadi (IRI) · 0-7, 0-2 | kiesett           | kiesett           |                   |                   |                   |                   | 18.      |
| Száleh Emára  | 96 kg       |                   | Szaíd Abráhimi (IRI) · 3-4, 2-2   | kiesett           | kiesett           |                   |                   |                   |                   | 11.      |

### Női
Szabadfogású
| Versenyző     | Versenyszám | Selejtező                | Nyolcaddöntő      | Negyeddöntő       | Elődöntő          | Vigaszág első kör | Vigaszág elődöntő | Bronz- mérkőzés   | Döntő             | Helyezés |
| Versenyző     | Versenyszám | Ellenfél Eredmény        | Ellenfél Eredmény | Ellenfél Eredmény | Ellenfél Eredmény | Ellenfél Eredmény | Ellenfél Eredmény | Ellenfél Eredmény | Ellenfél Eredmény | Helyezés |
| ------------- | ----------- | ------------------------ | ----------------- | ----------------- | ----------------- | ----------------- | ----------------- | ----------------- | ----------------- | -------- |
| Haját Faradzs | 63 kg       | Randi Miller (USA) · TUS | kiesett           | kiesett           | kiesett           |                   |                   |                   |                   | 13.      |

## Cselgáncs
Férfi
| Versenyző             | Versenyszám | Selejtező         | 32-es főtábla                  | Nyolcaddöntő                       | Negyeddöntő       | Elődöntő          | Vigaszág első kör                | Vigaszág negyeddöntő           | Vigaszág elődöntő                  | Bronz- mérkőzés                          | Döntő             | Helyezés |
| Versenyző             | Versenyszám | Ellenfél Eredmény | Ellenfél Eredmény              | Ellenfél Eredmény                  | Ellenfél Eredmény | Ellenfél Eredmény | Ellenfél Eredmény                | Ellenfél Eredmény              | Ellenfél Eredmény                  | Ellenfél Eredmény                        | Ellenfél Eredmény | Helyezés |
| --------------------- | ----------- | ----------------- | ------------------------------ | ---------------------------------- | ----------------- | ----------------- | -------------------------------- | ------------------------------ | ---------------------------------- | ---------------------------------------- | ----------------- | -------- |
| Amín Mohammed el-Hádi | Harmatsúly  |                   | Armen Nazarjan (ARM) 0001-0000 | Yordanis Arencibia (CUB) 0000-0001 |                   |                   | Daniel García (AND) 1001-0001    | Taylor Takata (USA) 1000-0001  | Mirali Sharipov (UZB) 0001-0101    | kiesett                                  |                   | 7.       |
| Hesám Miszbáh         | Középsúly   |                   | Cshö Szonho (KOR) 0001-0000    | Irakli Cirekidze (GEO) 0001-0010   |                   |                   |                                  | Elxan Məmmədov (AZE) 0011-0010 | Andrej Kazuszjonak (BLR) 1001-0001 | Yves-Matthieu Dafreville (FRA) 1000-0000 |                   |          |
| Iszlám es-Sehábi      | Nehézsúly   |                   | Bor Barna (HUN) 0120-0010      | Isii Szatosi (JPN) 0000-1001       |                   |                   | Paolo Bianchessi (ITA) 0000-0010 | kiesett                        | kiesett                            | kiesett                                  |                   | 13.      |

Női
| Versenyző      | Versenyszám | Selejtező         | Nyolcaddöntő                   | Negyeddöntő       | Elődöntő          | Vigaszág első kör | Vigaszág negyeddöntő               | Vigaszág elődöntő            | Bronz- mérkőzés   | Döntő             | Helyezés |
| Versenyző      | Versenyszám | Ellenfél Eredmény | Ellenfél Eredmény              | Ellenfél Eredmény | Ellenfél Eredmény | Ellenfél Eredmény | Ellenfél Eredmény                  | Ellenfél Eredmény            | Ellenfél Eredmény | Ellenfél Eredmény | Helyezés |
| -------------- | ----------- | ----------------- | ------------------------------ | ----------------- | ----------------- | ----------------- | ---------------------------------- | ---------------------------- | ----------------- | ----------------- | -------- |
| Szamáh Ramadán | Nehézsúly   |                   | Idalys Ortíz (CUB) · 0000-0110 |                   |                   |                   | Janelle Shepherd (AUS) · 1000-0000 | Kim Najong (KOR) · 0000-0200 | kiesett           |                   | 7.       |

## Evezés
Férfi
| Versenyző                                                  | Versenyszám                          | Előfutam | Előfutam | Vigaszág/ Egypárevezősnél középdöntő | Vigaszág/ Egypárevezősnél középdöntő | Elődöntő | Elődöntő | Elődöntő | Döntő | Döntő   | Döntő | Helyezés |
| Versenyző                                                  | Versenyszám                          | Idő      | Hely.    | Idő                                  | Hely.                                | Típus    | Idő      | Hely.    | Típus | Idő     | Hely. | Helyezés |
| ---------------------------------------------------------- | ------------------------------------ | -------- | -------- | ------------------------------------ | ------------------------------------ | -------- | -------- | -------- | ----- | ------- | ----- | -------- |
| Ali Ibráhím                                                | Egypárevezős                         | 7:43,70  | 3.       | 7:24,77                              | 6.                                   | C/D      | 7:20,73  | 3.       | C     | 7:26,06 | 6.    | 18.      |
| Mohammed Zídán Amín Ramadán Ahmed Gád Abd er-Rázek Ibráhím | Könnyűsúlyú kormányos nélküli négyes | 6:11,71  | 5.       | 6:37,50                              | 4.                                   |          |          |          |       |         |       | 12.      |

Női
| Versenyző  | Versenyszám  | Előfutam | Előfutam | Középdöntő | Középdöntő | Elődöntő | Elődöntő | Elődöntő | Döntő | Döntő   | Döntő | Helyezés |
| Versenyző  | Versenyszám  | Idő      | Hely.    | Idő        | Hely.      | Típus    | Idő      | Hely.    | Típus | Idő     | Hely. | Helyezés |
| ---------- | ------------ | -------- | -------- | ---------- | ---------- | -------- | -------- | -------- | ----- | ------- | ----- | -------- |
| Heba Ahmed | Egypárevezős | 8:46,96  | 4.       |            |            |          |          |          | E     | 8:07,10 | 2.    | 24.      |

## Íjászat
Férfi
| Versenyző    | Versenyszám | Selejtező | Selejtező | 64-es főtábla                    | 32-es főtábla     | Nyolcaddöntő      | Negyeddöntő       | Elődöntő          | Döntő             | Helyezés |
| Versenyző    | Versenyszám | Pont      | Kiemelés  | Ellenfél Eredmény                | Ellenfél Eredmény | Ellenfél Eredmény | Ellenfél Eredmény | Ellenfél Eredmény | Ellenfél Eredmény | Helyezés |
| ------------ | ----------- | --------- | --------- | -------------------------------- | ----------------- | ----------------- | ----------------- | ----------------- | ----------------- | -------- |
| Máged Júszef | Egyéni      | 605       | 62.       | Viktor Ruban (UKR) (3.) · 96-111 | kiesett           | kiesett           | kiesett           | kiesett           | kiesett           | 62.      |

Női
| Versenyző       | Versenyszám | Selejtező | Selejtező | 64-es főtábla                     | 32-es főtábla     | Nyolcaddöntő      | Negyeddöntő       | Elődöntő          | Döntő             | Helyezés |
| Versenyző       | Versenyszám | Pont      | Kiemelés  | Ellenfél Eredmény                 | Ellenfél Eredmény | Ellenfél Eredmény | Ellenfél Eredmény | Ellenfél Eredmény | Ellenfél Eredmény | Helyezés |
| --------------- | ----------- | --------- | --------- | --------------------------------- | ----------------- | ----------------- | ----------------- | ----------------- | ----------------- | -------- |
| Szoha Abd el-Ál | Egyéni      | 587       | 57.       | Naomi Folkard (GBR) (8.) · 95-107 | kiesett           | kiesett           | kiesett           | kiesett           | kiesett           | 63.      |

## Kézilabda

### Férfi

#### Eredmények
Csoportkör
B csoport
| Csapat            | M | Gy | D | V | G+  | G–  | Gk | P |
| ----------------- | - | -- | - | - | --- | --- | -- | - |
| Dél-Korea (KOR)   | 5 | 3  | 0 | 2 | 122 | 129 | –7 | 6 |
| Dánia (DEN)       | 5 | 2  | 2 | 1 | 137 | 131 | +6 | 6 |
| Izland (ISL)      | 5 | 2  | 2 | 1 | 151 | 146 | +5 | 6 |
| Oroszország (RUS) | 5 | 2  | 1 | 2 | 136 | 131 | +5 | 5 |
| Németország (GER) | 5 | 2  | 1 | 2 | 126 | 130 | –4 | 5 |
| Egyiptom (EGY)    | 5 | 0  | 2 | 3 | 127 | 132 | –5 | 2 |

| 2008. augusztus 10. 20:45 | Dánia (DEN)    | 23–23       | Egyiptom (EGY) | Olimpiai Sport Centrum, Peking Játékvezetők: Bord, Buy (FRA) |
| 2008. augusztus 10. 20:45 | Christiansen 6 | (11–10)     | el-Ahmar 8     | Olimpiai Sport Centrum, Peking Játékvezetők: Bord, Buy (FRA) |
| 2008. augusztus 10. 20:45 | 4× 3× 1×       | Jegyzőkönyv | 4× 4×          | Olimpiai Sport Centrum, Peking Játékvezetők: Bord, Buy (FRA) |

| 2008. augusztus 12. 10:45 | Egyiptom (EGY) | 27–28       | Oroszország (RUS) | Olimpiai Sport Centrum, Peking Játékvezetők: Ljudovik, Vakula (UKR) |
| 2008. augusztus 12. 10:45 | el-Ahmar 10    | (14–14)     | Rasztvorcev 8     | Olimpiai Sport Centrum, Peking Játékvezetők: Ljudovik, Vakula (UKR) |
| 2008. augusztus 12. 10:45 | 4× 3×          | Jegyzőkönyv | 4× 3×             | Olimpiai Sport Centrum, Peking Játékvezetők: Ljudovik, Vakula (UKR) |

| 2008. augusztus 14. 09:00 | Németország (GER) | 25–23       | Egyiptom (EGY) | Olimpiai Sport Centrum, Peking Játékvezetők: Krstic, Ljubic (SLO) |
| 2008. augusztus 14. 09:00 | Glandorf 7        | (14–14)     | ez-Zaki 7      | Olimpiai Sport Centrum, Peking Játékvezetők: Krstic, Ljubic (SLO) |
| 2008. augusztus 14. 09:00 | 5× 3×             | Jegyzőkönyv | 8× 4×          | Olimpiai Sport Centrum, Peking Játékvezetők: Krstic, Ljubic (SLO) |

| 2008. augusztus 16. 10:45 | Egyiptom (EGY)   | 22–24       | Dél-Korea (KOR) | Olimpiai Sport Centrum, Peking Játékvezetők: Breto, Huelin (ESP) |
| 2008. augusztus 16. 10:45 | Abd esz-Szalám 8 | (11–8)      | Pek Voncshol 7  | Olimpiai Sport Centrum, Peking Játékvezetők: Breto, Huelin (ESP) |
| 2008. augusztus 16. 10:45 | 6× 3× 1×         | Jegyzőkönyv | 3× 3×           | Olimpiai Sport Centrum, Peking Játékvezetők: Breto, Huelin (ESP) |

| 2008. augusztus 18. 09:00 | Izland (ISL)  | 32–32       | Egyiptom (EGY) | Olimpiai Sport Centrum, Peking Játékvezetők: Din, Dinu (ROU) |
| 2008. augusztus 18. 09:00 | Sigurðsson 10 | (14–17)     | ez-Zaki 9      | Olimpiai Sport Centrum, Peking Játékvezetők: Din, Dinu (ROU) |
| 2008. augusztus 18. 09:00 | 4× 4×         | Jegyzőkönyv | 6× 3×          | Olimpiai Sport Centrum, Peking Játékvezetők: Din, Dinu (ROU) |

| Csapat   | Helyezés |
| -------- | -------- |
| Egyiptom | 10.      |

## Lovaglás
Díjugratás
| Versenyző      | Ló     | Versenyszám | Selejtező | Selejtező | Selejtező     | Selejtező     | Selejtező     | Selejtező | Selejtező | Selejtező | Döntő   | Döntő   | Döntő   | Döntő   | Végeredmény | Végeredmény |
| Versenyző      | Ló     | Versenyszám | 1. kör    | 1. kör    | 2. kör        | 2. kör        | 2. kör        | 3. kör    | 3. kör    | 3. kör    | 1. kör  | 1. kör  | 2. kör  | 2. kör  | Végeredmény | Végeredmény |
| Versenyző      | Ló     | Versenyszám | Bünt.     | Hely.     | Bünt.         | Össz.         | Hely.         | Bünt.     | Össz.     | Hely.     | Bünt.   | Hely.   | Bünt.   | Hely.   | Bünt.       | Helyezés    |
| -------------- | ------ | ----------- | --------- | --------- | ------------- | ------------- | ------------- | --------- | --------- | --------- | ------- | ------- | ------- | ------- | ----------- | ----------- |
| Karím ez-Zogbi | Aladin | Egyéni      | 52        | 71.       | nem ért célba | nem ért célba | nem ért célba | kiesett   | kiesett   | kiesett   | kiesett | kiesett | kiesett | kiesett | kiesett     | kiesett     |

## Ökölvívás
| Versenyző      | Versenyszám  | Selejtező                        | Nyolcaddöntő                       | Negyeddöntő                 | Elődöntő          | Döntő             | Helyezés |
| Versenyző      | Versenyszám  | Ellenfél Eredmény                | Ellenfél Eredmény                  | Ellenfél Eredmény           | Ellenfél Eredmény | Ellenfél Eredmény | Helyezés |
| -------------- | ------------ | -------------------------------- | ---------------------------------- | --------------------------- | ----------------- | ----------------- | -------- |
| Hoszám Ábdín   | Váltósúly    |                                  | Non Boonjumnong (THA) · 11-10      | Carlos Banteux (CUB) · 2-10 | kiesett           | kiesett           | 5.       |
| Mohammed Hikal | Középsúly    | James DeGale (GBR) · 4-13        | kiesett                            | kiesett                     | kiesett           | kiesett           | 17.      |
| Ramadán Jászer | Félnehézsúly | Ramazan Mahamedav (BLR) · +10-10 | Abd el-Hafíd Bensabla (ALG) · 6-13 | kiesett                     | kiesett           | kiesett           | 9.       |

## Öttusa
| Versenyző     | Versenyszám | Lövészet | Lövészet | Lövészet | Vívás    | Vívás | Vívás | Úszás   | Úszás | Úszás | Lovaglás | Lovaglás | Lovaglás | Lovaglás | Futás    | Futás | Futás | Összesen    | Összesen |
| Versenyző     | Versenyszám | Pontszám | Pont     | Hely.    | Eredmény | Pont  | Hely. | Idő     | Pont  | Hely. | Idő      | Hibapont | Pont     | Hely.    | Idő      | Pont  | Hely. | Összes pont | Helyezés |
| ------------- | ----------- | -------- | -------- | -------- | -------- | ----- | ----- | ------- | ----- | ----- | -------- | -------- | -------- | -------- | -------- | ----- | ----- | ----------- | -------- |
| Amr el-Gezíri | Férfi       | 174      | 1024     | 29.      | 15-20    | 760   | 24.** | 1:55,86 | 1412  | 1.    | 2:24,79  | 716      | 484      | 31.      | 9:58,55  | 1008  | 30.   | 4688        | 32.      |
| Omnija Fahri  | Női         | 186      | 1168     | 5.       | 17-18    | 808   | 18.*  | 2:15,72 | 1292  | 9.    | 1:42,51  | 424      | 776      | 35.      | 11:32,10 | 952   | 33.   | 4996        | 30.      |
| Ája Medani    | Női         | 184      | 1144     | 9.       | 22-13    | 928   | 5.*   | 2:15,69 | 1292  | 8.    | 1:11,78  | 196      | 1004     | 30.      | 10:36,05 | 1176  | 11.   | 5544        | 8.       |

* - három másik versenyzővel azonos eredményt ért el

** - négy másik versenyzővel azonos eredményt ért el

## Röplabda

### Férfi
| #    | Név                     | Klub       | Kor                             | Magasság |
| ---- | ----------------------- | ---------- | ------------------------------- | -------- |
| 1    | Hamdi esz-Száfi Avad    | el-Ahli    | 1972. április 14. (36 évesen)   | 202 cm   |
| 2    | Abdalláh Ahmed          | Gabeca     | 1983. október 10. (24 évesen)   | 198 cm   |
| 3    | Mohammed Gabal          | el-Gajs    | 1984. január 21. (24 évesen)    | 195 cm   |
| 4    | Ahmed Abd en-Naím       | el-Ahli    | 1984. augusztus 19. (23 évesen) | 197 cm   |
| 5    | Abd el-Latíf Ahmed      | el-Ahli    | 1983. augusztus 13. (24 évesen) | 202 cm   |
| 6    | Váel el-Ájdi            | el-Ahli    | 1971. december 8. (36 évesen)   | 178 cm   |
| 7    | Asraf Abu el-Haszan     | ez-Zamálek | 1975. május 17. (33 évesen)     | 184 cm   |
| 8    | Száleh Júszef           | ez-Zamálek | 1982. július 25. (26 évesen)    | 194 cm   |
| 13   | Mohammed Badavi         | ez-Zamálek | 1986. január 11. (22 évesen)    | 197 cm   |
| 14   | Hoszám ed-Dín Gomaa     | el-Ahli    | 1984. február 15. (24 évesen)   | 199 cm   |
| 16   | Mohammed Szejf en-Naszr | Zamálek    | 1983. szeptember 5. (24 évesen) | 203 cm   |
| 17   | Mahmúd Abd el-Káder     | el-Ahli    | 1985. május 12. (23 évesen)     | 195 cm   |
| Edző |                         |            |                                 |          |
|      | Ahmed Zakarijja         |            |                                 |          |

- Kor: 2008. augusztus 10-i kora

#### Eredmények
Csoportkör
B csoport
|                     |      | Mérkőzések | Mérkőzések | Pontok | Pontok | Pontok | Szettek | Szettek | Szettek |
| Csapat              | Pont | Gy         | V          | P+     | P–     | PA     | Sz+     | Sz–     | SzA     |
| ------------------- | ---- | ---------- | ---------- | ------ | ------ | ------ | ------- | ------- | ------- |
| Brazília (BRA)      | 9    | 4          | 1          | 427    | 373    | 1,145  | 13      | 4       | 3,250   |
| Oroszország (RUS)   | 9    | 4          | 1          | 496    | 447    | 1,110  | 14      | 7       | 2,000   |
| Lengyelország (POL) | 9    | 4          | 1          | 434    | 404    | 1,074  | 12      | 6       | 2,000   |
| Szerbia (SRB)       | 7    | 2          | 3          | 440    | 439    | 1,002  | 9       | 10      | 0,900   |
| Németország (GER)   | 6    | 1          | 4          | 418    | 440    | 0,950  | 6       | 12      | 0,500   |
| Egyiptom (EGY)      | 5    | 0          | 5          | 267    | 379    | 0,704  | 0       | 15      | 0,000   |

| 2008. augusztus 10. 15:20 | Brazília (BRA)                    | 3–0 | Egyiptom (EGY) | Capital Indoor Stadium, Peking Nézőszám: 8500 Játékvezető: Ning Wang (CHN), Mohammad Shahmiri (IRI) |
| 2008. augusztus 10. 15:20 | (25–19, 25–15, 25–18) Jegyzőkönyv |     |                | Capital Indoor Stadium, Peking Nézőszám: 8500 Játékvezető: Ning Wang (CHN), Mohammad Shahmiri (IRI) |

| 2008. augusztus 12. 13:00 | Egyiptom (EGY)                    | 0–3 | Lengyelország (POL) | Beijing Institute of Technology Gymnasium, Peking Nézőszám: 3000 Játékvezető: Mohammad Shahmiri (IRI), Patricia Salvatore (USA) |
| 2008. augusztus 12. 13:00 | (21–25, 18–25, 10–25) Jegyzőkönyv |     |                     | Beijing Institute of Technology Gymnasium, Peking Nézőszám: 3000 Játékvezető: Mohammad Shahmiri (IRI), Patricia Salvatore (USA) |

| 2008. augusztus 14. 12:00 | Németország (GER)                 | 3–0 | Egyiptom (EGY) | Beijing Institute of Technology Gymnasium, Peking Nézőszám: 3200 Játékvezető: Ibrahim Al-Naama (QAT), Jiang Liu (CHN) |
| 2008. augusztus 14. 12:00 | (29–27, 25–21, 25–21) Jegyzőkönyv |     |                | Beijing Institute of Technology Gymnasium, Peking Nézőszám: 3200 Játékvezető: Ibrahim Al-Naama (QAT), Jiang Liu (CHN) |

| 2008. augusztus 16. 12:00 | Oroszország (RUS)                 | 3–0 | Egyiptom (EGY) | Beijing Institute of Technology Gymnasium, Peking Nézőszám: 3200 Játékvezető: Jiang Liu (CHN), Ibrahim Al-Naama (QAT) |
| 2008. augusztus 16. 12:00 | (25–19, 25–14, 25–18) Jegyzőkönyv |     |                | Beijing Institute of Technology Gymnasium, Peking Nézőszám: 3200 Játékvezető: Jiang Liu (CHN), Ibrahim Al-Naama (QAT) |

| 2008. augusztus 18. 15:15 | Egyiptom (EGY)                    | 0–3 | Szerbia (SRB) | Capital Indoor Stadium, Peking Nézőszám: 6000 Játékvezető: Victor Rodriguez (PUR), Ibrahim Al-Naama (QAT) |
| 2008. augusztus 18. 15:15 | (16–25, 13–25, 17–25) Jegyzőkönyv |     |               | Capital Indoor Stadium, Peking Nézőszám: 6000 Játékvezető: Victor Rodriguez (PUR), Ibrahim Al-Naama (QAT) |

| Csapat         | Helyezés |
| -------------- | -------- |
| Egyiptom (EGY) | 11.      |

## Sportlövészet
Férfi
| Versenyző          | Versenyszám           | Selejtező | Selejtező | Döntő   | Döntő    |
| Versenyző          | Versenyszám           | Pont      | Helyezés  | Pont    | Helyezés |
| ------------------ | --------------------- | --------- | --------- | ------- | -------- |
| Mahmúd Abd el-Ali  | Légpisztoly           | 563       | 46.       | kiesett | kiesett  |
| Számi Abd er-Rázek | Szabadpisztoly        | 549       | 31.       | kiesett | kiesett  |
| Mohammed Abdelláh  | Légpuska              | 586       | 43.       | kiesett | kiesett  |
| Mohammed Ámer      | Sportpuska, összetett | 1135      | 46.       | kiesett | kiesett  |
| Házem Mohammed     | Sportpuska, fekvő     | 576       | 56.       | kiesett | kiesett  |
| Franco Donato      | Skeet                 | 106       | 36.       | kiesett | kiesett  |
| Adham Medhat       | Trap                  | 108       | 32.       | kiesett | kiesett  |

Női
| Versenyző                | Versenyszám | Selejtező | Selejtező | Döntő   | Döntő    |
| Versenyző                | Versenyszám | Pont      | Helyezés  | Pont    | Helyezés |
| ------------------------ | ----------- | --------- | --------- | ------- | -------- |
| Sajmá Abd el-Latíf Hasád | Légpuska    | 393       | 23.       | kiesett | kiesett  |
| Mona el-Havári           | Skeet       | 50        | 19.       | kiesett | kiesett  |

## Súlyemelés
Férfi
| Versenyző                 | Versenyszám | Szakítás | Szakítás | Lökés    | Lökés    | Összesen | Helyezés |
| Versenyző                 | Versenyszám | Eredmény | Helyezés | Eredmény | Helyezés | Összesen | Helyezés |
| ------------------------- | ----------- | -------- | -------- | -------- | -------- | -------- | -------- |
| Mohammed Abd el-Báki      | 62 kg       | 129,0    | 11.      | 159,0    | 8.       | 288,0    | 8.       |
| Tárek Abd el-Azím         | 69 kg       | 138,0    | 13.      | 172,0    | 11.*     | 310,0    | 11.      |
| Mahmúd el-Haddád          | 77 kg       | 150,0    | 15.      | 192,0    | 12.      | 342,0    | 12.      |
| Abd er-Rahmán esz-Szajjed | 105 kg      | 175,0    | 14.      | 210,0    | 13.*     | 385,0    | 13.      |

Női
| Versenyző  | Versenyszám | Szakítás | Szakítás | Lökés    | Lökés    | Összesen | Helyezés |
| Versenyző  | Versenyszám | Eredmény | Helyezés | Eredmény | Helyezés | Összesen | Helyezés |
| ---------- | ----------- | -------- | -------- | -------- | -------- | -------- | -------- |
| Abír Halíl | 69 kg       | 105,0    | 5.**     | 133,0    | 5.       | 238,0    | 5.       |

* - egy másik versenyzővel azonos eredményt ért el

* - két másik versenyzővel azonos eredményt ért el

## Szinkronúszás
| Versenyző | Versenyszám | Technikai gyakorlat | Technikai gyakorlat | Selejtező        | Selejtező        | Selejtező  | Selejtező  | Döntő            | Döntő            | Döntő      | Döntő      | Helyezés |
| Versenyző | Versenyszám | Technikai gyakorlat | Technikai gyakorlat | Szabad gyakorlat | Szabad gyakorlat | Összesítés | Összesítés | Szabad gyakorlat | Szabad gyakorlat | Összesítés | Összesítés | Helyezés |
| Versenyző | Versenyszám | Pont                | Hely.               | Pont             | Hely.            | Pont       | Hely.      | Pont             | Hely.            | Pont       | Hely.      | Helyezés |
| --- | ----------- | ------------------- | ------------------- | ---------------- | ---------------- | ---------- | ---------- | ---------------- | ---------------- | ---------- | ---------- | -------- |
| Rím Abd el-Azím Dálija el-Gebáli                                                                                           | Páros       | 40,417              | 24.                 | 40,250           | 24.              | 80,667     | 24.        | kiesett          | kiesett          | kiesett    | kiesett    | 24.      |
| Rím Abd el-Azím Azíza Abd el-Fattáh Hágar Badrán Dálija el-Gebáli Sadza esz-Szajjed Jumna Halláf Maj Mohammed Núrán Száleh | Csapat      | 39,750              | 8.                  |                  |                  |            |            | 41,083           | 8.               | 80,833     | 8.         | 8.       |

## Taekwondo
Női
| Versenyző      | Versenyszám | Nyolcaddöntő             | Negyeddöntő       | Elődöntő          | Vigaszág elődöntő         | Bronz- mérkőzés             | Döntő             | Helyezés |
| Versenyző      | Versenyszám | Ellenfél Eredmény        | Ellenfél Eredmény | Ellenfél Eredmény | Ellenfél Eredmény         | Ellenfél Eredmény           | Ellenfél Eredmény | Helyezés |
| -------------- | ----------- | ------------------------ | ----------------- | ----------------- | ------------------------- | --------------------------- | ----------------- | -------- |
| Noha Abd-Rabbo | Nehézsúly   | Nina Solheim (NOR) · 3-9 |                   |                   | Che Chew Chan (MAS) · 5-1 | Sarah Stevenson (GBR) · 1-5 |                   | 5.       |

## Tollaslabda
Női
| Versenyző     | Versenyszám | Selejtező                                  | 32-es főtábla                       | Nyolcaddöntő      | Negyeddöntő       | Elődöntő          | Bronz- mérkőzés   | Döntő             | Helyezés |
| Versenyző     | Versenyszám | Ellenfél Eredmény                          | Ellenfél Eredmény                   | Ellenfél Eredmény | Ellenfél Eredmény | Ellenfél Eredmény | Ellenfél Eredmény | Ellenfél Eredmény | Helyezés |
| ------------- | ----------- | ------------------------------------------ | ----------------------------------- | ----------------- | ----------------- | ----------------- | ----------------- | ----------------- | -------- |
| Hádija Hoszni | Egyes       | Deyanira Angulo (MEX) · 21-18, 7-21, 21-14 | Petya Nedelcseva (BUL) · 7-21, 4-21 | kiesett           | kiesett           | kiesett           | kiesett           | kiesett           | 17.      |

## Torna
Férfi
| Versenyző      | Versenyszám      | Selejtező | Selejtező | Döntő    | Döntő    |
| Versenyző      | Versenyszám      | Pontszám  | Helyezés  | Pontszám | Helyezés |
| -------------- | ---------------- | --------- | --------- | -------- | -------- |
| Mohammed Szrúr | Talaj            | 13,450    | 73.       | kiesett  | kiesett  |
| Mohammed Szrúr | Ugrás            | 15,325    |           | kiesett  | kiesett  |
| Mohammed Szrúr | Korlát           | 12,375    | 75.       | kiesett  | kiesett  |
| Mohammed Szrúr | Nyújtó           | 14,125    | 57.       | kiesett  | kiesett  |
| Mohammed Szrúr | Gyűrű            | 12,675    | 70.       | kiesett  | kiesett  |
| Mohammed Szrúr | Lólengés         | 13,250    | 64.       | kiesett  | kiesett  |
| Mohammed Szrúr | Egyéni összetett | 81,200    | 44.       | kiesett  | kiesett  |

Női
| Versenyző      | Versenyszám      | Selejtező | Selejtező | Döntő    | Döntő    |
| Versenyző      | Versenyszám      | Pontszám  | Helyezés  | Pontszám | Helyezés |
| -------------- | ---------------- | --------- | --------- | -------- | -------- |
| Sírín ez-Zejni | Talaj            | 12,650    | 78.       | kiesett  | kiesett  |
| Sírín ez-Zejni | Ugrás            | 15,325    |           | kiesett  | kiesett  |
| Sírín ez-Zejni | Felemás korlát   | 10,600    | 83.       | kiesett  | kiesett  |
| Sírín ez-Zejni | Gerenda          | 13,000    | 77.       | kiesett  | kiesett  |
| Sírín ez-Zejni | Egyéni összetett | 50,000    | 61.       | kiesett  | kiesett  |

## Úszás
Férfi
| Versenyző        | Versenyszám      | Előfutam | Előfutam | Előfutam | Elődöntő | Elődöntő | Elődöntő | Döntő     | Döntő    |
| Versenyző        | Versenyszám      | Idő      | Hely.    | Össz.    | Idő      | Hely.    | Össz.    | Idő       | Helyezés |
| ---------------- | ---------------- | -------- | -------- | -------- | -------- | -------- | -------- | --------- | -------- |
| Mohammed en-Nádi | 50 m gyors       | 23,92    | 8.       | 54.      | kiesett  | kiesett  | kiesett  | kiesett   | kiesett  |
| Ahmed Nada       | 100 m pillangó   | 55,59    | 5.       | 61.*     | kiesett  | kiesett  | kiesett  | kiesett   | kiesett  |
| Mohammed Monír   | 10 km nyílt vízi |          |          |          |          |          |          | 1:55:17,0 | 20.      |

* - egy másik versenyzővel azonos időt ért el

## Vívás
Férfi
| Versenyző                                        | Versenyszám       | Selejtező                       | 32-es főtábla                | Nyolcaddöntő      | Negyeddöntő                                                                | Elődöntő | Bronz- mérkőzés                                                                                       | Döntő             | Helyezés |
| Versenyző                                        | Versenyszám       | Ellenfél Eredmény               | Ellenfél Eredmény            | Ellenfél Eredmény | Ellenfél Eredmény                                                          | Ellenfél Eredmény                                                                                           | Ellenfél Eredmény                                                                                     | Ellenfél Eredmény | Helyezés |
| ------------------------------------------------ | ----------------- | ------------------------------- | ---------------------------- | ----------------- | -------------------------------------------------------------------------- | --- | --- | ----------------- | -------- |
| Mosztafa Nagáti                                  | Tőr, egyéni       |                                 | Gerek Meinhardt (USA) · 3-15 | kiesett           | kiesett                                                                    | kiesett | kiesett                                                                                               | kiesett           | 24.      |
| Ahmed Nabíl                                      | Párbajtőr, egyéni | Nikolai Novosjolov (EST) · 8-15 | kiesett                      | kiesett           | kiesett                                                                    | kiesett | kiesett                                                                                               | kiesett           | 34.      |
| Gamál Fathi                                      | Kard, egyéni      | Philippe Beaudry (CAN) · 8-15   | kiesett                      | kiesett           | kiesett                                                                    | kiesett | kiesett                                                                                               | kiesett           | 35.      |
| Mahmúd Szamír                                    | Kard, egyéni      | Renzo Agresta (BRA) · 10-15     | kiesett                      | kiesett           | kiesett                                                                    | kiesett | kiesett                                                                                               | kiesett           | 34.      |
| Sádi Talaat                                      | Kard, egyéni      | Valerij Prijomka (BLR) · 7-15   | kiesett                      | kiesett           | kiesett                                                                    | kiesett | kiesett                                                                                               | kiesett           | 40.      |
| Gamál Fathi Tamím Gázi Mahmúd Szamír Sádi Talaat | Kard, csapat      |                                 |                              |                   | Franciaország (FRA) · Nicolas Lopez · Julien Pillet · Boris Sanson · 31-45 | 5–8. helyért · Fehéroroszország (BLR) · Aljakszandr Bujkevics · Dzmitrij Lapkesz · Valerij Prijomka · 22-45 | 7. helyért · Magyarország (HUN) · Decsi Tamás · Lontay Balázs · Nemcsik Zsolt · Szilágyi Áron · 25-45 |                   | 8.       |

Női
| Versenyző                                 | Versenyszám       | Selejtező                     | 32-es főtábla                      | Nyolcaddöntő      | Negyeddöntő                                                                                             | Elődöntő                                                                                  | Bronz- mérkőzés | Döntő             | Helyezés |
| Versenyző                                 | Versenyszám       | Ellenfél Eredmény             | Ellenfél Eredmény                  | Ellenfél Eredmény | Ellenfél Eredmény                                                                                       | Ellenfél Eredmény                                                                         | Ellenfél Eredmény | Ellenfél Eredmény | Helyezés |
| ----------------------------------------- | ----------------- | ----------------------------- | ---------------------------------- | ----------------- | --- | ----------------------------------------------------------------------------------------- | --- | ----------------- | -------- |
| Ímán el-Gamal                             | Tőr, egyéni       | Indra Angad-Gaur (NED) · 4-13 | kiesett                            | kiesett           | kiesett                                                                                                 | kiesett                                                                                   | kiesett | kiesett           | 37.      |
| Sajmá el-Gammál                           | Tőr, egyéni       | Ímán Saabán (EGY) · 12-15     | kiesett                            | kiesett           | kiesett                                                                                                 | kiesett                                                                                   | kiesett | kiesett           | 34.      |
| Ímán Saabán                               | Tőr, egyéni       | Sajmá el-Gammál (EGY) · 15-12 | Nam Hjonhi (KOR) · 6-15            | kiesett           | kiesett                                                                                                 | kiesett                                                                                   | kiesett | kiesett           | 31.      |
| Ája esz-Szajjed                           | Párbajtőr, egyéni |                               | Király-Picot Hajnalka (FRA) · 7-15 | kiesett           | kiesett                                                                                                 | kiesett                                                                                   | kiesett | kiesett           | 25.      |
| Ímán el-Gamal Sajmá el-Gammál Ímán Saabán | Tőr, csapat       |                               |                                    |                   | Oroszország (RUS) · Szvetlana Bojko · Jevgenyija Lamonova · Viktorija Nyikisina · Aida Sanajeva · 23-45 | 5–8. helyért · Kína (CHN) · Huang Csia-ling · Szu Van-ven · Szun Csao · Csang Lej · 24-45 | 7. helyért · Lengyelország (POL) · Karolina Chlewińska · Sylwia Gruchała · Magdalena Mroczkiewicz · Małgorzata Wojtkowiak · 14-45 |                   | 8.       |